# Sinaxari

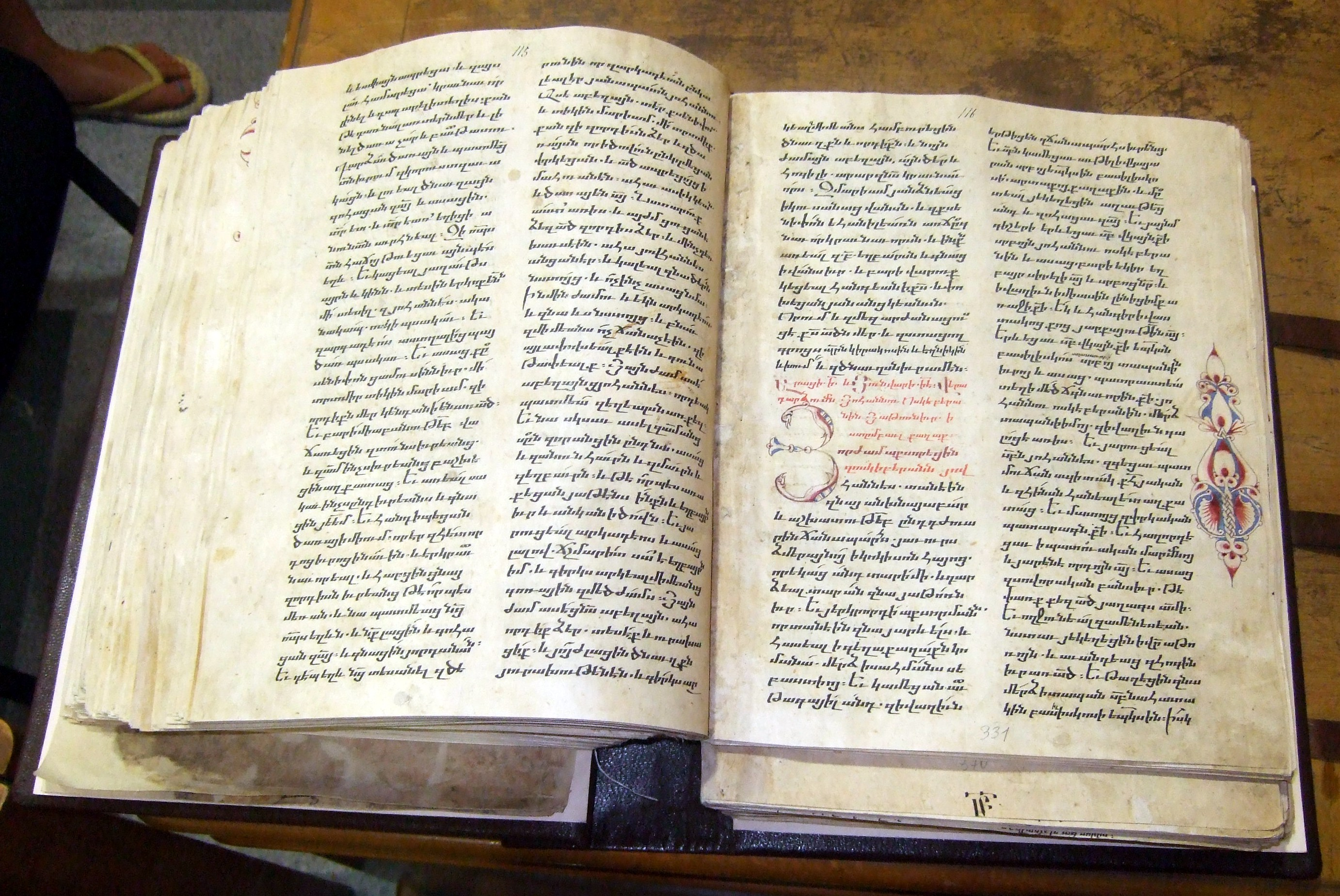
Un sinaxari o haysmavurk en armeni, restaurat i conservat aMatenadaran

Un sinaxari (grec antic: Συναξάριον, Synaxarion, derivat de συνάγειν, synagein, ‘reunir’; llatí: Synaxarium, Synexarium; copte: ⲥⲩⲛⲁⲝⲁⲣⲓⲟⲛ) és el nom que l'Església Ortodoxa, les esglésies ortodoxes orientals i les esglésies catòliques orientals donen a una compilació d'hagiografies, equivalent aproximat d'un martirologi en l'Església Catòlica Romana.

## Definició
El significat exacte del mot ha canviat al llarg del temps. El seu primer ús va ser per anomenar l'índex de lectures bíbliques i d'altres orígens que calia llegir dins de l'església. En aquest sentit, es correspon als termes llatins capitulare i comes.
Posteriorment, els sinaxaris es van completar amb la inclusió de les perícopes que calia llegir, de forma que s'hi van afegir fragments dels evangelis i dels llibres dels apòstols. En aquest context, el sinaxari seguia sent el títol de l'índex de les altres lectures. I també seguí anomenant-se així quan s'hi va afegir el text complet d'aquestes lectures.
En aquest sentit, es pot considerar que hi ha dues tipologies de sinaxaris:
- Sinaxaris simples o petits: llistats de sants ordenats pel dia del seu aniversari, p. ex. el calendari de Morcelli.[2]
- Sinaxaris historiats o grans: llistats de sants ordenats pel dia del seu aniversari que a més inclouen notes biogràfiques, p. ex. el Menologi de Basili II o el sinaxari de Sirmond.[2] Les informacions donades pels sinaxaris historiats són resums de les biografies recollides en els grans menologis o col·leccions de vides de sants.[2] Mentre les lectures dins de l'ofici diví bizantí narren principalment les vides de sants, el sinaxari no només recull breus notícies de la vida de sants i màrtirs, sinó que també inclou esdeveniments relacionats amb els sants, visions que aquests van tenir i fins i tot narracions el record de les quals cal conservar.[1][3]

Alguns calendaris redactats a l'edat mitjana també s'han anomenat sinaxaris. Krumbacher descriu els sinaxaris escrits per Cristòfor de Mitilene (segle xi) i per Teodor Pròdrom (segle xii).

## Dins l'Església Ortodoxa
El sinaxari més antic és del segle x. S'han conservat un bon número de sinaxaris medievals escrits en manuscrit. Són importants per a l'heortologia bizantina i per a la història d'església. Les breus biografies que formen les lectures van ser compostes o recollides per diversos escriptors. D'entre aquests, destaca Simeó Metafrastes. Les narracions tenen un valor històric molt desigual. L'emperador Basili II (976-1025) va ordenar una revisió del sinaxari; aquesta versió constitueix una part important dins de l'actual edició oficial del sinaxari.
Actualment el sinaxari no s'utilitza com un llibre separat i s'ha incorporat dins del menaion. La notícia sobre el sant o la festivitat es llegeix dins de l'orthros, després de la sisena oda del cànon. Cadascuna d'aquestes notícies és precedida del mot sinaxari com a títol; per tant, actualment, el sinaxari ja no és una col·lecció independent, sinó que s'ha integrat dins del menaion i d'altres llibres litúrgics.

## Edicions
La publicació del sinaxari de l'Església Ortodoxa Copta, escrit en copte, va ser duta a terme simultàniament per J. Forget dins del Corpus scriptorum christianorum orientalium i per R. Basset dins de la Patrologia orientalis. També dins de la Patrologia orientalis, I. Guidi va publicar el sinaxari etiòpic. El sinaxari armeni, anomenat Sinaxari de Ter Israel, va ser publicat a Constantinoble en 1834, i de bell nou dins la Patrologia Orientalis. Existeixen també diversos sinaxaris georgians.